# Charles Fadel
Charles Kent Fadel (* Juli 1960) ist ein US-amerikanischer Erziehungswissenschaftler und Gründer des Center for Curriculum Redesign an der Harvard Graduate School of Education, wo er Gastprofessor ist. Ebenso begründete er die Fondation Helvetica Educatio in Genf.
Fadel hat einen Bachelor in Elektrophysik und einen Master of Business Administration. Er arbeitete zunächst in der Halbleiterindustrie, dann als Global Education Lead beim Telefonkonzern Cisco Systems. Er hält fünf Patente. Seine Leistung liegt auf der Verbindung von Künstlicher Intelligenz mit der Lernforschung.
Fadel stellt Prognosen über die künftig notwendigen Fähigkeiten von Schulabsolventen angesichts einer steigenden Zahl automatisierter Tätigkeiten. Vier Elemente nennt er: relevantes Wissen, skills (4K - Fähigkeiten), Charakterbildung und die Fähigkeit, das Erlernte zu reflektieren und anzupassen (Metalernen oder Lernen lernen). Die Festlegung des relevanten Wissens in einem Fach/einer Disziplin muss die zentralen Konzepte erfassen, deren Vermittlung auch nicht zu lang dauern sollte. Am Ende sollte eine (auch oft interdisziplinäre) Anwendungsphase für reale Probleme stehen. Zum Beispiel sollen die Lerner die Basiskonzepte der Statistik lernen, um sie dann auf ihre Lebenswelt anzuwenden. Medizinisches Wissen soll erlernt werden und dann bei realen Situationen angewandt werden. Zu frühe Anwendung führt nicht zum Ziel. Während die Charakterbildung früher durch die Familie und die Religion vermittelt wurde, wird diese heute immer mehr zu einer Schulaufgabe, um auf eine Arbeitswelt mit wechselnden Aufgaben, Technologien und Berufen vorzubereiten.
Fadel lebte zeitweise in Chelmsford (Massachusetts) und Jamaica Plain (Mass.).

## Schriften
- mit Bernie Trilling: 21st century skills. Learning for Life in Our Times, 2012, ISBN 978-1-118-15706-0
- Die vier Dimensionen der Bildung: Was Schülerinnen und Schüler im 21. Jahrhundert lernen müssen, 2017, ISBN 978-3-9818942-0-2
- Artificial Intelligence in Education: Promises and Implications for Teaching and Learning, 2019, ISBN 978-1-7942-9370-0

## Einzelbelege
1. ↑  Marc Tucker: Charles Fadel on What Students Need to Know and Be Able to Do. In: Education Week. 25. Februar 2016, ISSN 0277-4232 (edweek.org [abgerufen am 18. Dezember 2021]).

| Personendaten    | Personendaten                      |
| ---------------- | ---------------------------------- |
| NAME             | Fadel, Charles                     |
| ALTERNATIVNAMEN  | Fadel, Charles Kent                |
| KURZBESCHREIBUNG | US-amerikanischer Bildungsforscher |
| GEBURTSDATUM     | Juli 1960                          |